# Karker Mühle
Die Karker Mühle war eine Wassermühle an dem von der Jungen Wurm abgezweigten Mühlenbach in der Stadt Heinsberg im nordrhein-westfälischen Kreis Heinsberg im Regierungsbezirk Köln.

## Geographie
Die Karker Mühle hat ihren Standort an der Mühlenstraße im Heinsberer Stadtteil Karken. Das Grundstück, auf dem das Mühlengebäude steht, liegt auf einer Höhe von 32 m über NN. Oberhalb der Karker Mühle stand die Kemper Mühle, unterhalb die Wolfhager Mühle.

## Gewässer
Der Mühlenbach wird nördlich der Kemper Mühle durch ein Verteilungswehr von der Jungen Wurm abgeleitet und ist ein weitestgehend parallel zur Wurm verlaufendes Gewässer. Nördlich der Karker Mühle vereinigt sich der Mühlenbach unmittelbar vor der Wolfhager Mühle mit dem Schaafbach und mündet nach Überquerung der deutsch-niederländischen Grenze südlich von Vlodrop auf einer Höhe von 29 m über NHN in die Rur.

## Geschichte
Die Karker Mühle wurde wahrscheinlich schon 1317 mit dem Erwerb der Grundherrschaft der Herren von Karken durch die Herrschaft Heinsberg übernommen. Eine zuverlässige Aussage über die Mühle erscheint erst im Lehensverzeichnis der Mannkammer Wassenberg von 1556, in dem die Mühle mit der Burg Karken aufgeführt ist. Einen Mahlzwang besaß die Karker Mühle vermutlich nicht. Jedoch traten immer wieder Streitigkeiten über die Benutzung fremder Mühlen mit den Lehensinhabern auf. Auch über die Stauhöhe gab es mit der Nachbarmühle manche Meinungsverschiedenheit, was jedoch unter Müllern nichts Außergewöhnliches war. Um 1900 wurde die Karker Mühle mit einer Turbine ausgestattet. Während viele Mühlen durch die Flussregulierung den Mahlbetrieb einstellten, wird in der Karker Mühle weiterhin in modernen Mühlen gemahlen. Hervorzuheben ist die Existenz beider Mahlgänge im alten Mühlengebäude.

## Kreuz an der Karker Mühle
Im Jahr 1591 wurde der Ort Karken von spanischen Truppen überfallen. Die Einwohner hatten sich in der Kirche versammelt und hofften so, dass die Angreifer sie verschonten. Es kam jedoch zu einer Massenhinrichtung in der Kirche und auf dem Mordkamp, einer Feldgemarkung in Karken. Überlebende dieses grausamen Ereignisses stifteten aus Dankbarkeit 1634 ein Kreuz und stellten es auf. Bei der Zusammenlegung von Grundstücken wurde ein neuer Standort an der Karker Mühle gefunden. Heute heißt das Kreuz im Volksmund et Mühlekrüz und erinnert an die schrecklichen Begebenheiten früherer Zeit.

## Galerie

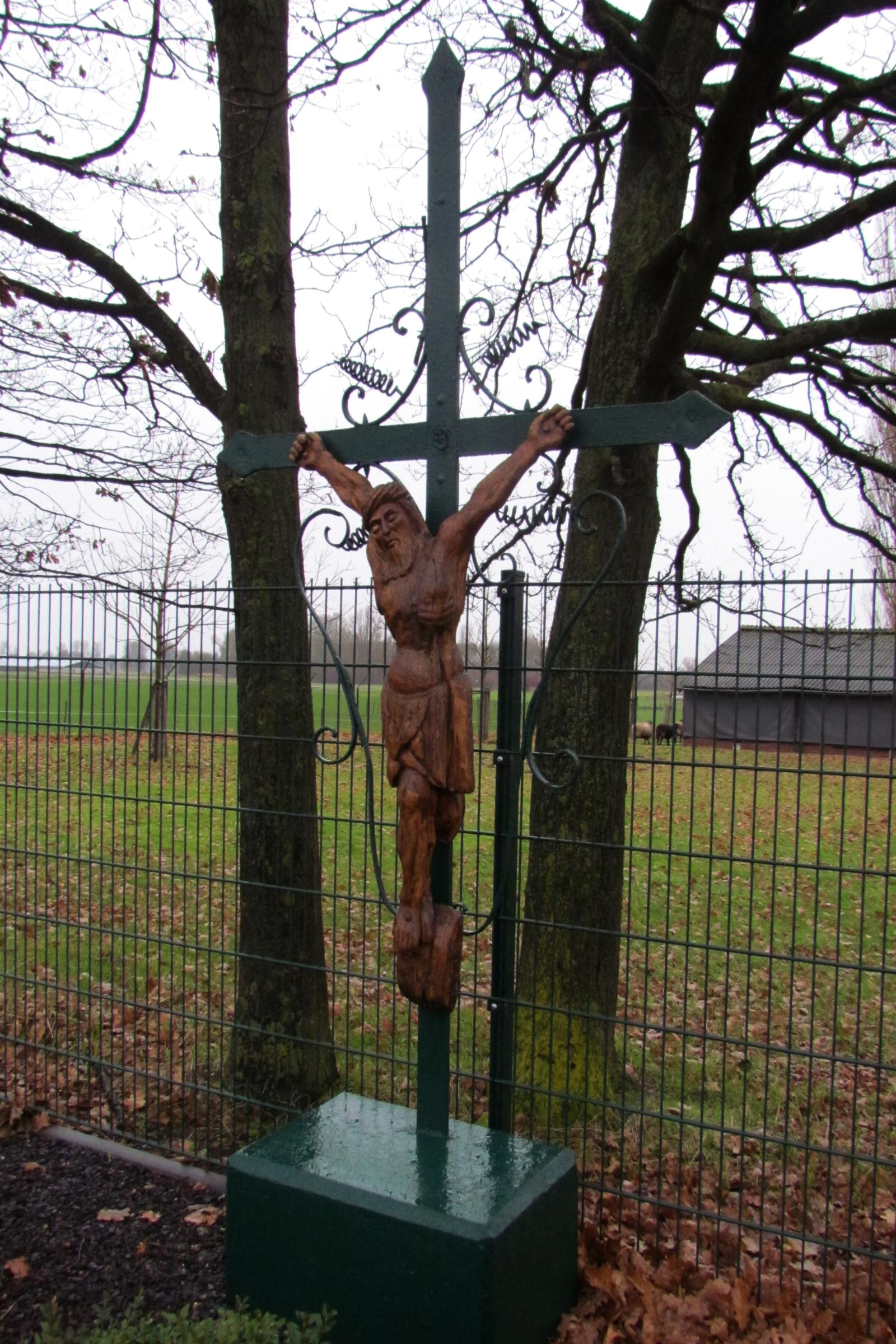
et Mühlekrüz erinnert an den Massenmord 1591 durch Spanische Truppen.
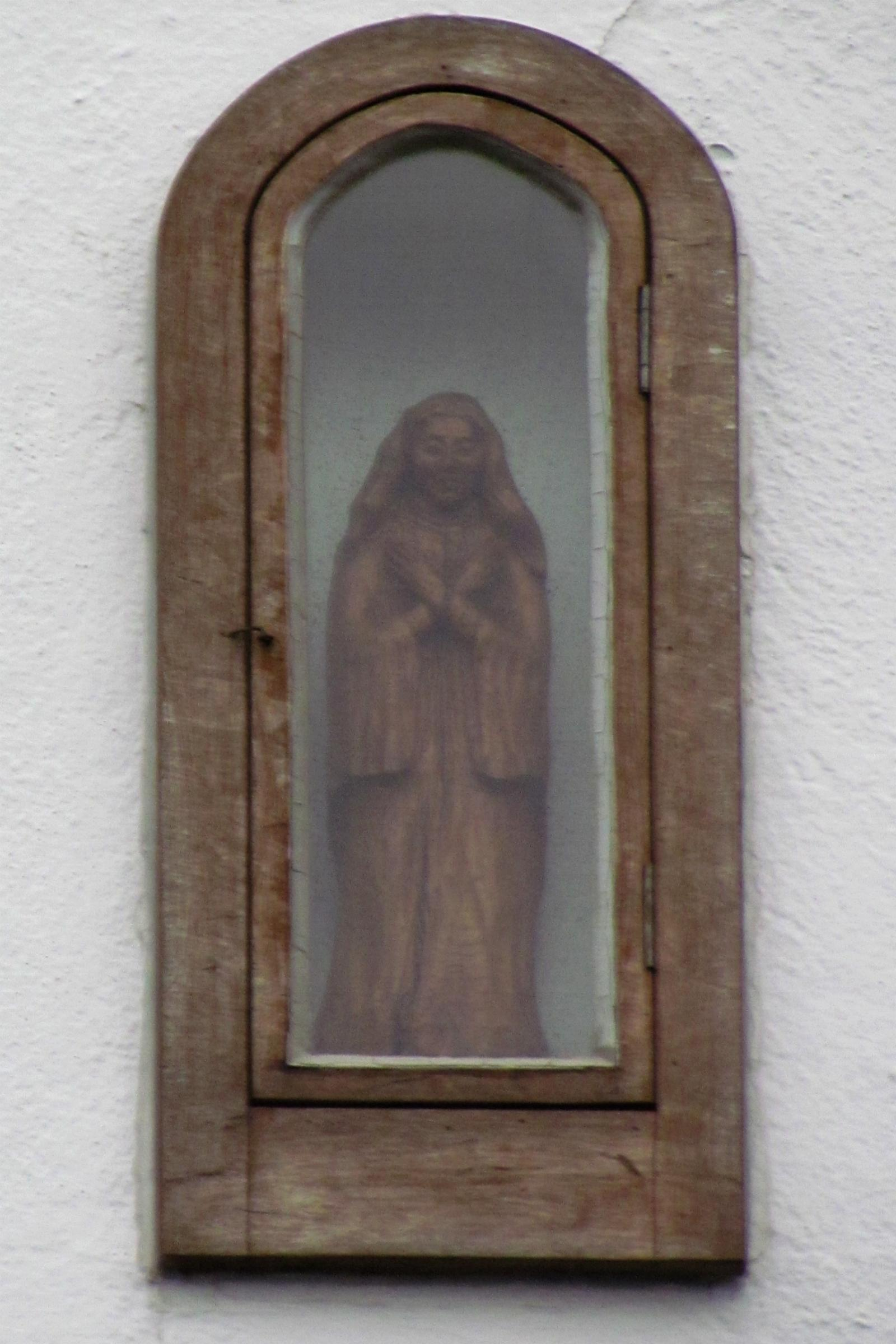
Diese Madonna erinnert an die Unversehrtheit der Karker Mühle im Krieg
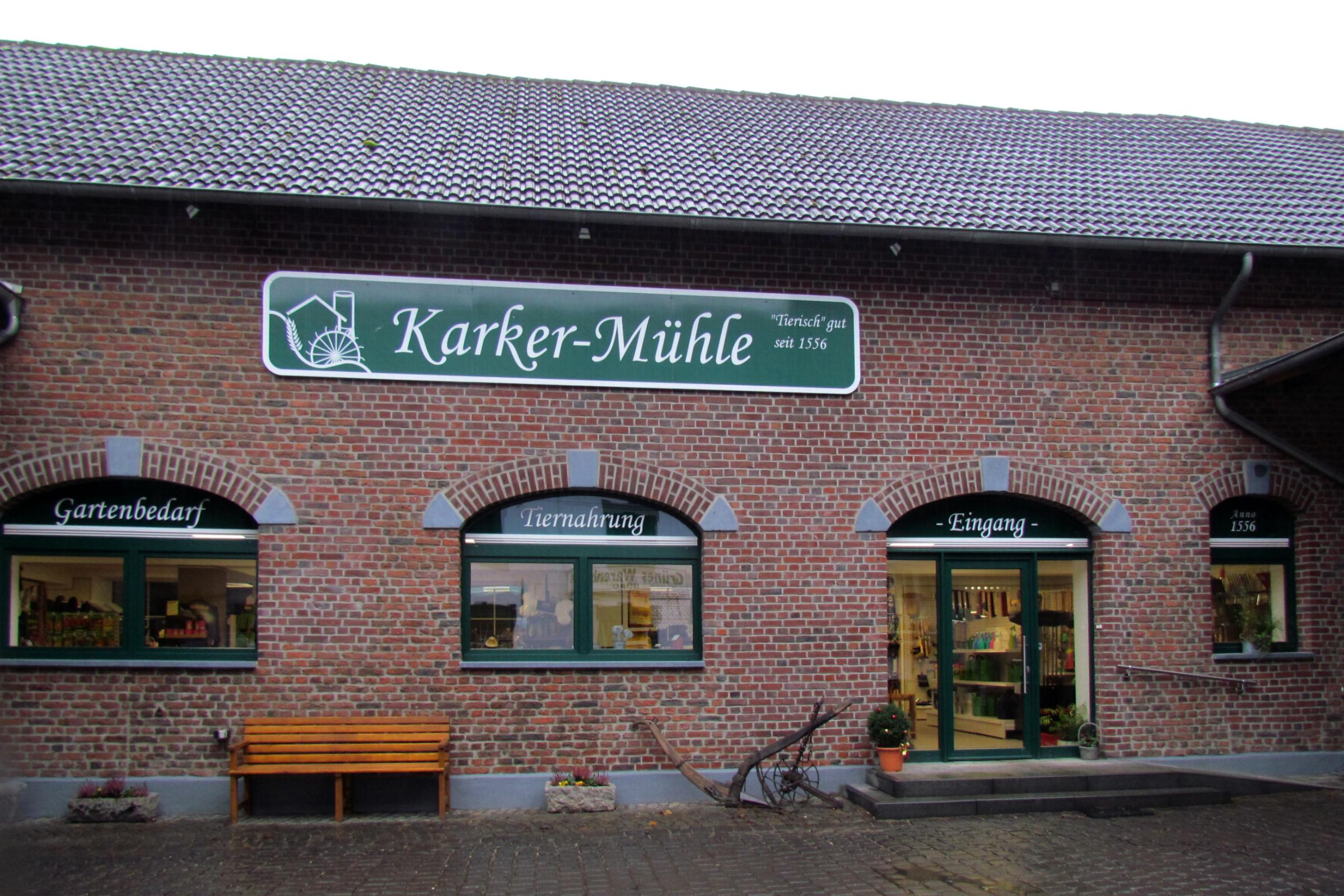
Hofbereich der Karker Mühle
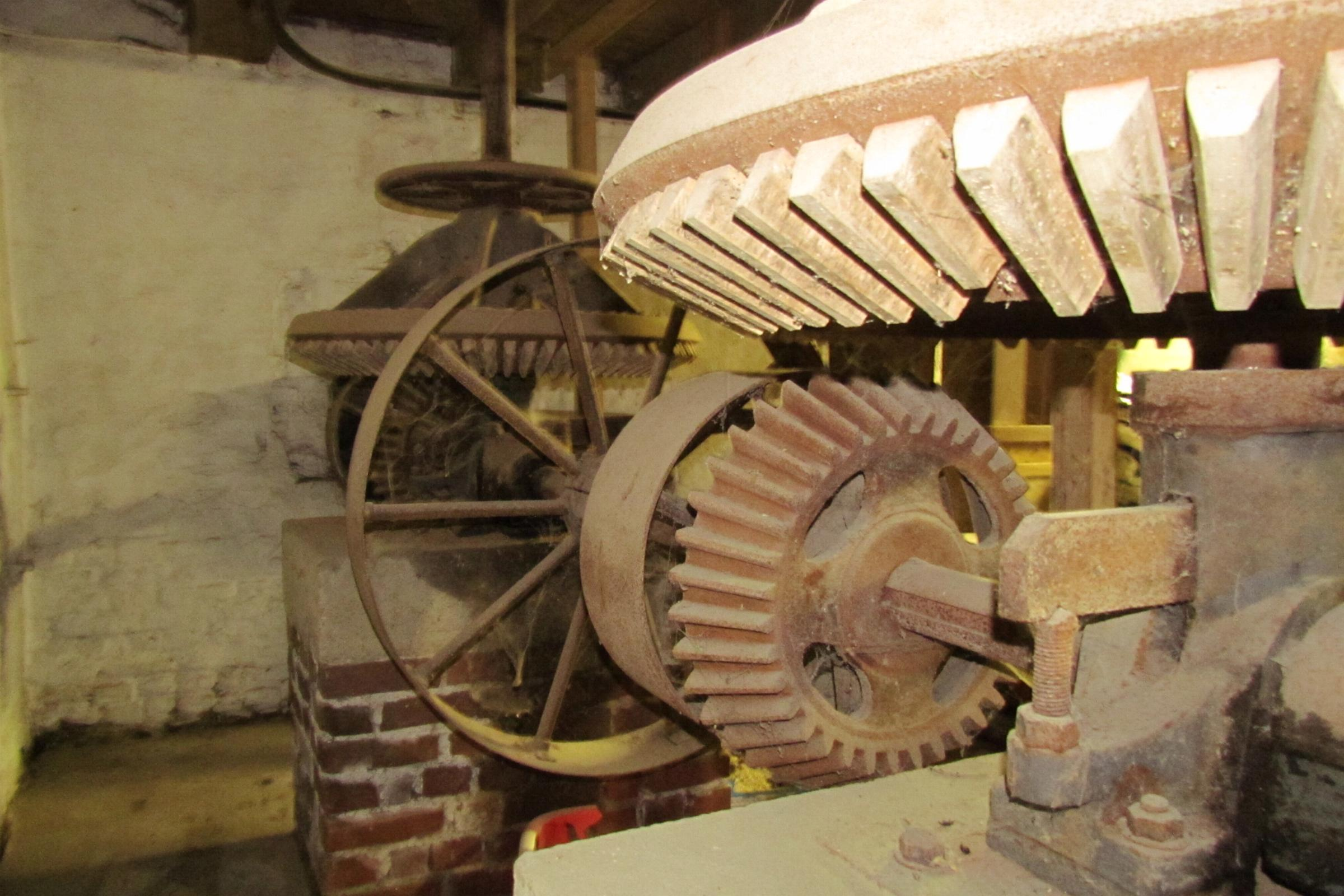
Altes Mühlengetriebe in der Karker Mühle
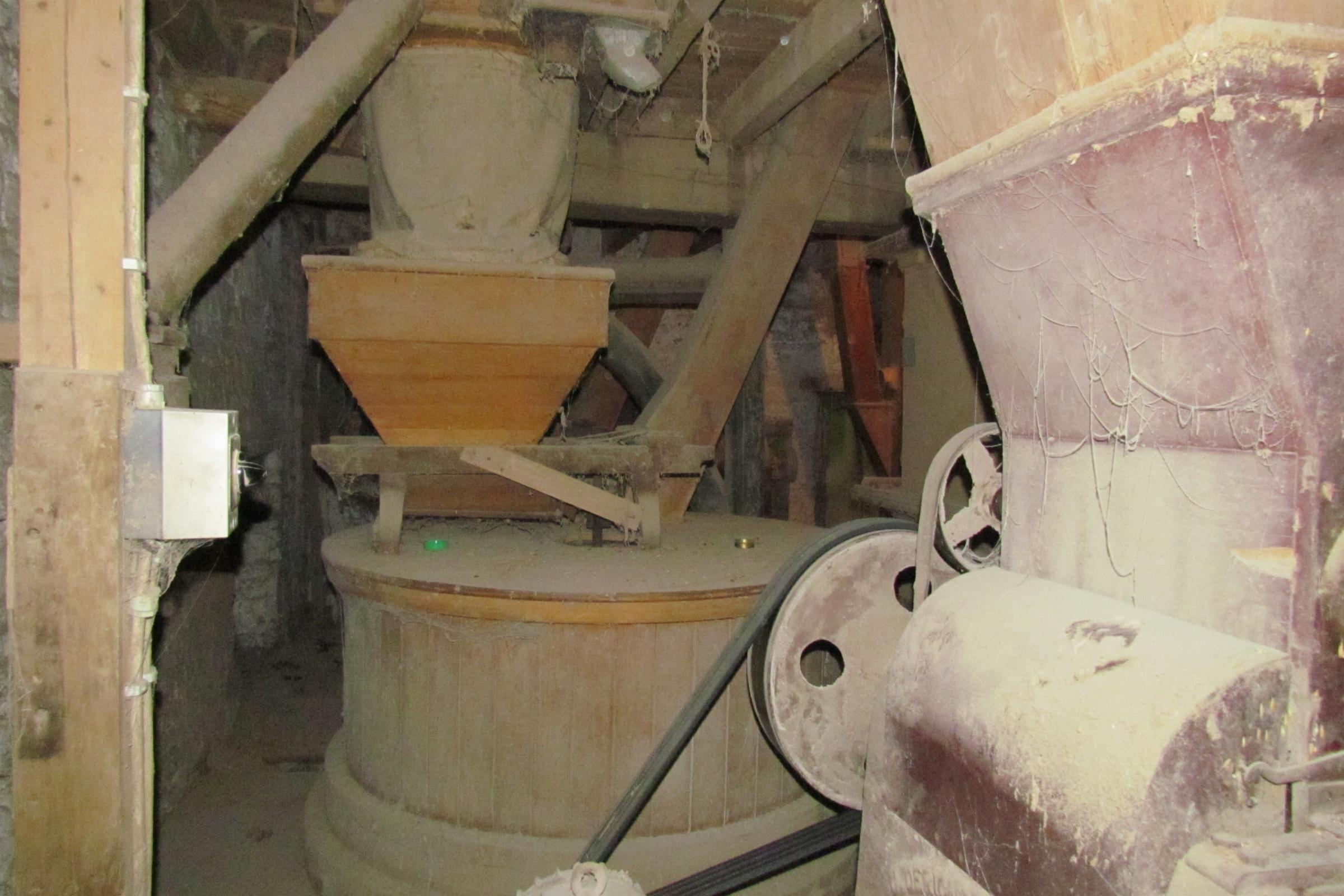
Alte Mühleneinrichtung in der Karker Mühle
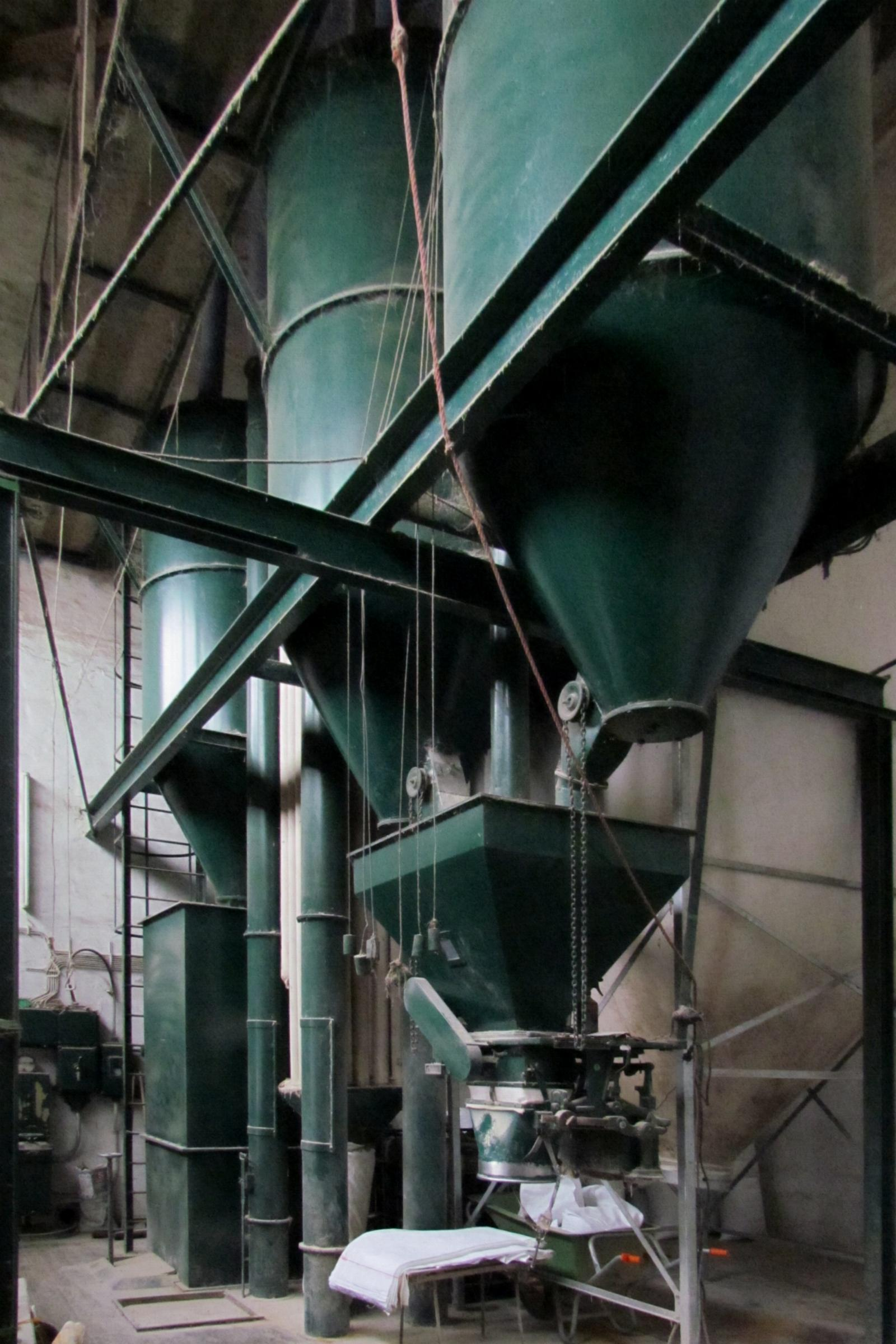
Silo- und Mahlanlage in moderner Ausführung

→ Siehe auch Liste von Mühlen an der Wurm und ihren Zuflüssen